# Kate McGarrigle
Kate McGarrigle (Montreal, 6 de fevereiro de 1946 – Montreal, 18 de janeiro de 2010) foi uma cantora canadense. Sempre esteve junto de seus filhos Rufus e Martha. Cantava ao lado de sua irmã Anna McGarrigle. Foi casada com Loudon Wainwright III, cantor e humorista norte-americano.